# Дресден (Тенеси)
Дресден (енгл. Dresden) град је у америчкој савезној држави Тенеси.

## Демографија
По попису из 2010. године број становника је 3.005, што је 150 (5,3%) становника више него 2000. године.
| Група             | 2000.         | 2010.         |
| Белци             | 2.690 (94,2%) | 2.749 (91,5%) |
| Афроамериканци    | 124 (4,3%)    | 145 (4,8%)    |
| Азијати           | 10 (0,4%)     | 11 (0,4%)     |
| Хиспаноамериканци | 13 (0,5%)     | 33 (1,1%)     |
| Укупно            | 2.855         | 3.005         |